# استخلاص حمض-قاعدة
استخلاص حمض-قاعدة هو إجراء يستخدم استخلاصات سائل-سائل متعددة لتنقية الأحماض والقلويات من أمزجة بالاعتماد على خواصها الكيميائية. يجرى استخلاص حمض-قلوي بشكل روتيني أثناء المعالجة بعد التصنيع الكيميائي ولغرض عزل المركبات والمنتجات الطبيعية مثل أشباه القلويات من المستخلصات.

## النظرية
تعتمد عملية الاستخلاص حمض-قلوي على نظرية تكون الأملاح والتي تكون أيونية وتميل إلى الذوبان في الماء بينما لا تميل المركبات المتعادلة إلى الذوبان في الماء.
تؤدي إضافة حمض إلى مزيج من حمض عضوي وقاعدة إلى إبقاء الحمض غير مشحون، بينما تتبرتن القاعدة، وإذا كان الحمض العضوي (حمض كربوكسيلي مثلاً) قوياً بما فيه الكفاية، فمن الممكن إيقاف عملية التأين الذاتي بواسطة الحمض المضاف.
أما إضافة القاعدة إلى مزيج من حمض عضوي وقاعدة سيؤدي إلى إبقاء القاعدة غير مشحونة، بينما يزال بروتون من الحمض ليعطي الملح المقابل. وتتوقف عملية التأين الذاتي للقاعدة القوي بواسطة القاعدة المضافة.

## البدائل
تتضمن بدائل عملية استخلاص حمض-قلوي:
- تمرير المزيج خلال أنبوب من هلام السيلكا أو الألومينا حيث تمتز الأملاح المشحونة إلى السليكا أو الألومينا بقوة.
- كروموتوغرافيا التبادل الأيوني والتي يمكن من خلالها فصل الأحماض والقواعد أو خليط من الأحماض والقواعد القوية والضعيفة بالاعتماد على ألفتها المتغيرة تجاه وسط عمود الكروموتوغرافيا في pH مختلفة.

## وصلات خارجية
- Acid base extraction